# Шкуратов, Владимир Гаврилович
Владимир Гаврилович Шкуратов (1926 — 1994) — командир самоходной артиллерийской установки М3-А1 разведывательной роты 2-й гвардейской мотострелковой бригады, гвардии сержант, полный кавалер ордена Славы.

## Биография
Родился 13 августа 1926 года в селе Общий Колодезь Льговского уезда Курской губернии. Окончил 6 классов школы. Работал в колхозе. В армии с марта 1943 года.
Участник Великой Отечественной войны: в мае-декабре 1944 — наводчик орудия самоходной артиллерийской установки СУ-57, а с января 1945 — командир самоходной артиллерийской установки М3-А1 разведывательной роты 2-й гвардейской мотострелковой бригады. Воевал на 2-м Украинском, 3-м Белорусском, 1-м Прибалтийском и 2-м Белорусском фронтах. Участвовал в Минской, Вильнюсской, Мемельской, Восточно-Померанской и Берлинской операциях.
26 июня 1944 года при наступлении на село Смоляны огнём из своего орудия уничтожил 7 вражеских транспортных машин, легковую машину, тягач с пушкой и несколько противников. Держа под обстрелом дорогу в город Толочин, препятствовал отходу противника и удерживал этот рубеж до подхода основных сил наших частей. 28 июня 1944 года на подступах к городу Борисов разведал в тылу противника пути его отхода, захватив при этом в плен вражеского офицера.
Приказом командира 3-го гвардейского танкового корпуса № 021/н от 21 июля 1944 года гвардии младший сержант Шкуратов Владимир Гаврилович награждён орденом Славы 3-й степени.
30 июля 1944 года в районе деревни Новосады, участвуя в разведке боем, несмотря на сильное противодействие со стороны противника, в двухчасовом бою меткими выстрелами уничтожил его противотанковое орудие с расчётом, два станковых пулемёта и до взвода солдат. Во второй половине дня вражеская пехота и танки предприняли контратаку юго-западнее села Тирасполь и начали теснить наши подразделения. Экипажу самоходной артиллерийской установки, наводчиком которой был В. Г. Шкуратов, было приказано не допустить противника к высоте. В завязавшемся неравном бою с тремя танками и двумя самоходными орудиями, огнём из пушки уничтожил два танка и одну самоходку. После того, как его СУ-57 загорелась, продолжал вести огонь до последнего снаряда, несмотря на сильные ожоги лица и рук. Обороняемый рубеж был удержан.
Приказом командующего 5-й гвардейской танковой армией № 163/н от 25 октября 1944 года гвардии младший сержант Шкуратов Владимир Гаврилович награждён орденом Славы 2-й степени.
25 марта 1945 года у посёлка Олива с тремя бойцами в тылу противника разведал скрытые подступы к переправе через реку, определил проходимость моста и собрал сведения об отходивших к побережью Балтики гитлеровцах. Эти данные дали возможность организовать разгром вражеского гарнизона и захват переправы через безымянную речку севернее Оливы.
27 марта 1945 года в районе местечка Нейфорвассер разведал огневые средства обороны противника на побережье Данцигской бухты и сообщил данные в часть. Во время этой разведки был тяжело контужен разрывом снаряда, но продолжал командовать экипажем М3-А1 до полного выполнения задания. Полученные разведданные позволили осуществить форсирование одного из рукавов Вислы и высадку десанта на остров.
Указом Президиума Верховного Совета СССР от 29 июня 1945 года гвардии сержант Шкуратов Владимир Гаврилович награждён орденом Славы 1-й степени.
После войны продолжал службу в армии. В апреле 1947 года старшина В. Г. Шкуратов демобилизован.
Вернулся на родину. Работал в колхозе, затем — мастером и бригадиром Артаковской дистанции пути Курского отделения Московской железной дороги. Умер 16 марта 1994 года.
Награждён орденами Отечественной войны 1-й степени, Славы 1-й, 2-й и 3-й степеней, медалями, знаком «Почётный железнодорожник».